# Rivière de Chicago
Pour les articles homonymes, voir Chicago (homonymie).
La rivière de Chicago est un affluent de la rive gauche de la partie intermédiaire de la rivière du Gouffre, coulant dans la région administrative de la Capitale-Nationale, dans la province de Québec, au Canada. Le cours de cette rivière traverse les municipalités régionales de comté (MRC) de :
- Charlevoix-Est : dans la ville de La Malbaie et la municipalité de Notre-Dame-des-Monts ;
- Charlevoix : dans la municipalité de Saint-Hilarion.

La partie inférieure de cette vallée est desservie grâce à une route forestière pour les besoins de la foresterie. La partie intermédiaire est desservie par le chemin du rang Sainte-Philomène et le chemin du rang de Chicago Est. La partie supérieure est desservie par la route 138. L'agriculture et la sylviculture constituent les principales activités économiques de cette vallée.
La surface de la rivière de Chicago est généralement gelée du début de décembre jusqu'au début de avril ; toutefois la circulation sécuritaire sur la glace se fait généralement de la mi-décembre jusqu'à la fin mars. Le niveau de l'eau de la rivière varie selon les saisons et les précipitations ; la crue printanière survient généralement en avril.

## Géographie
La rivière de Chicago prend sa source du lac des Brûlés (longueur : altitude : 339 m), entouré d'une zone agricole et forestière et situé au sud-ouest du hameau La Gadelle, et à la limite ouest du territoire de la ville de La Malbaie. Ce lac est situé au sud-ouest de la Montagne de Saint-Jean-Baptiste et de la Montagne de la Fée. L'embouchure du lac des Brûlés est située au fond de la baie ouest du lac, soit :
- au nord-ouest de la route 138 ;
- à l'ouest du centre du hameau La Gadelle ;
- au nord du centre du village de Saint-Hilarion ;
- au sud-ouest du centre-ville de La Malbaie.

À partir du Lac des Brûlés, le cours de la rivière de Chicago coule vers nord-ouest sur environ 10 km dans une vallée généralement encaissée, avec une dénivellation de 131 m, jusqu'à sa confluence rive gauche avec la rivière du Gouffre, dans la municipalité de Notre-Dame-des-Monts. Cette confluence est située à en amont de l'embouchure de la rivière du Gouffre Sud-Ouest, au sud-ouest de Notre-Dame-des-Monts, au nord de Baie-Saint-Paul et au sud-ouest de La Malbaie.
À partir de l'embouchure de la rivière de Chicago, le courant coule sur une dénivellation de 204 m en suivant le cours de la rivière du Gouffre laquelle se déverser à Baie-Saint-Paul dans le fleuve Saint-Laurent.

## Toponymie
Cette désignation toponymique est liée au nom du rang de Chicago que traverse le cours de la rivière. Cette désignation s'appuie sur le fait que les premiers concessionnaires de ce rang étaient des Canadiens français ayant émigré dans la région de Chicago aux États-Unis au cours de la deuxième moitié du XIXe siècle, pour y travailler, mais y auraient connu certains déboires. Ils seraient alors revenus s'installer au nord de Saint-Hilarion. L'émigration des Québécois vers le pays voisin s'est produite après l'érection canonique de la paroisse de Saint-Hilarion-de-Settrington en 1860. Variantes : Le Gros Ruisseau ; Décharge du Lac des Brûlés.
Le toponyme « rivière de Chicago» a été officialisé le 25 février 1976 à la Banque des noms de lieux de la Commission de toponymie du Québec.